# Ratnasambhava

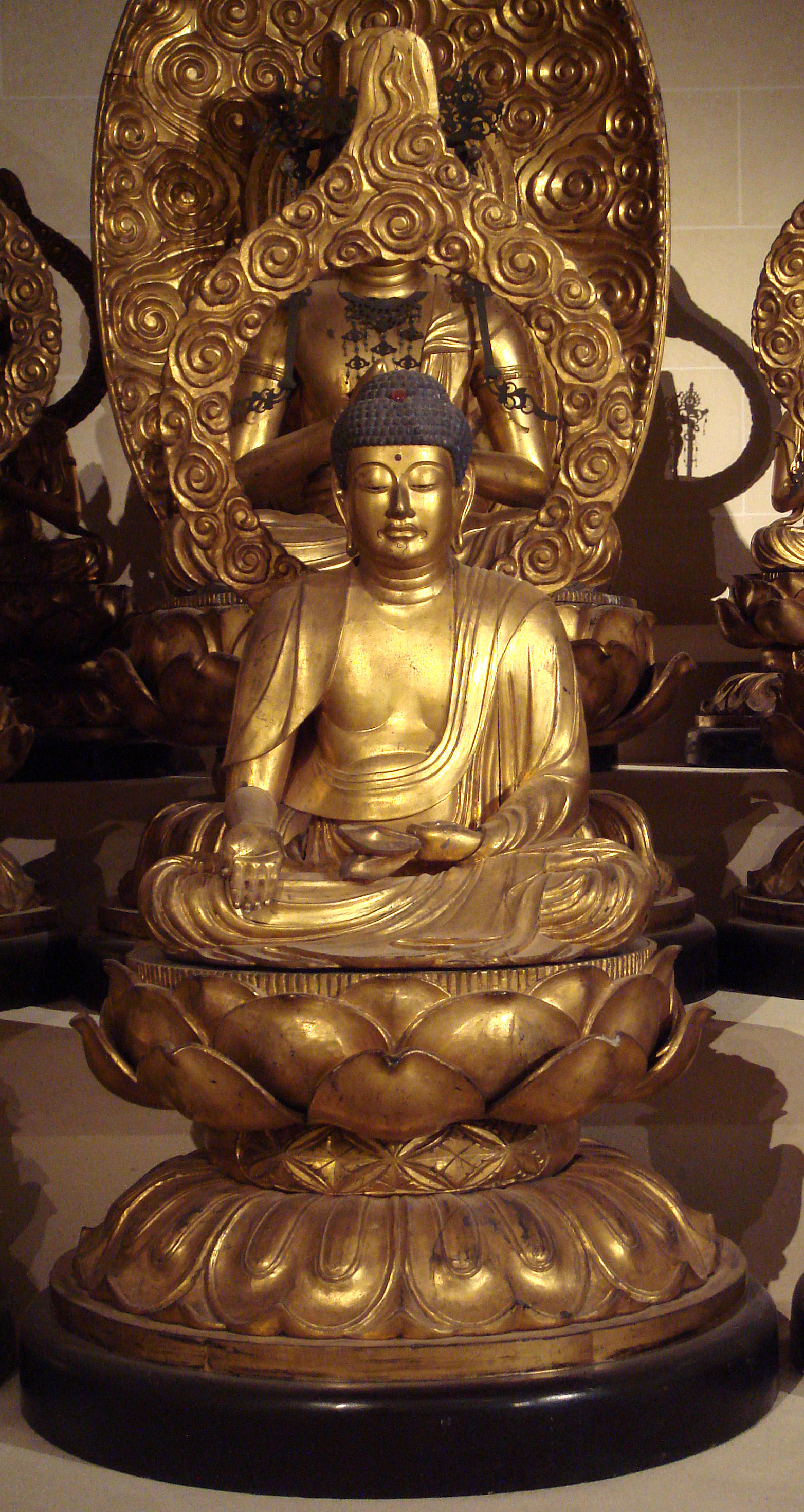
Hōshō Nyorai/ Ratnasambhava

Ratnasambhava (literalmente "Nacido de una Joya") es uno de los cinco budas dhyani (o "cinco budas de la meditación") del  budismo vajrayana o del budismo tántrico. Los mandalas y mantras de Ratnasambhava  se centran en el desarrollo de la ecuanimidad y la igualdad y, en el pensamiento budista vajrayana se le asocia con el intento de destruir la codicia y el orgullo. Su consorte es Mamaki y su montura es un caballo o un par de leones.

## Historia textual
La primera mención documentada de Ratnasambhava se encuentra en el Suvarṇaprabhāsa Sūtra y en el Guhyasamāja Tantra (siglo IV d. C.), y posteriormente aparece en varios textos vajrayanas. La descripción más elaborada de él se encuentra en la sección Pañcakara del Advayavajrasaṃgraha.
 

Ratnasambhava es mencionado también como uno de los budas dignos de alabanza en el Bodhisattva Kṣitigarbha Pūrvapraṇidhāna Sūtra, capítulo 9:
De nuevo en el pasado, hace inconmensurables e incalculables kalpas, tantas como los granos de arena en el río Ganges, apareció en el mundo un buda con el título de Ratnsambhava Tathagata. Cualquier hombre o mujer que escuchase el nombre del buda y le mostrase respeto, ganaba pronto el estado de un arhat.

## Características

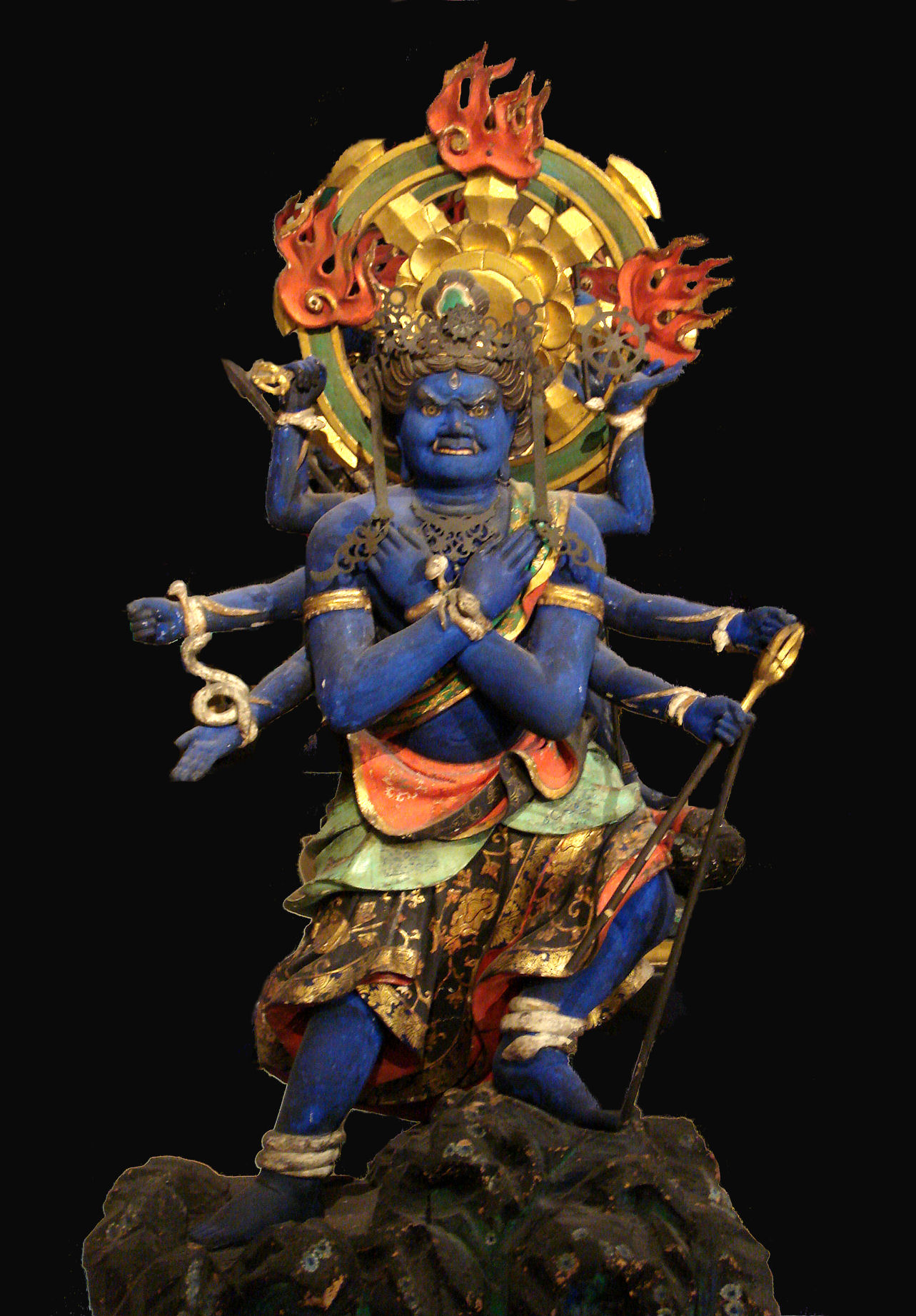
El Rey de la Sabiduría Gundari es una manifestación de Ratnasambhava.

Ratnasaṃbhava está asociado con el skandha del sentimiento o la sensación y su relación con la conciencia. Su actividad en promover el budismo consiste en enriquecer y aumentar el conocimiento del Dharma. Ratnasambhava está asociado al símbolo de la joya, que se corresponde con su familia, Ratna o joya. En las obras de arte se le muestra en el mudra de dar. 
Suele ser de color amarillo o dorado. Está asociado con el elemento tierra, con el cuarto celestial del sur y con la estación de la primavera. Su dirección cardinal es el sur. Su campo de buda se conoce como Śrimat. 
En el Bardo Thodol, se le muestra en unión con Mamaki y asistido por los bodhisattvas masculinos Ākāśagarbha y Samantabhadra y las bodhisattvas femeninas Mala y Dhupa . 
En el Tíbet, Vaiśravaṇa, también conocido como Jambhala o como Kubera, se considera un dharmapāla mundano y, a menudo, se le representa como miembro del séquito de Ratnasambhava.
Su manifestación colérica es el Rey de la Sabiduría Gundari.

## Notas

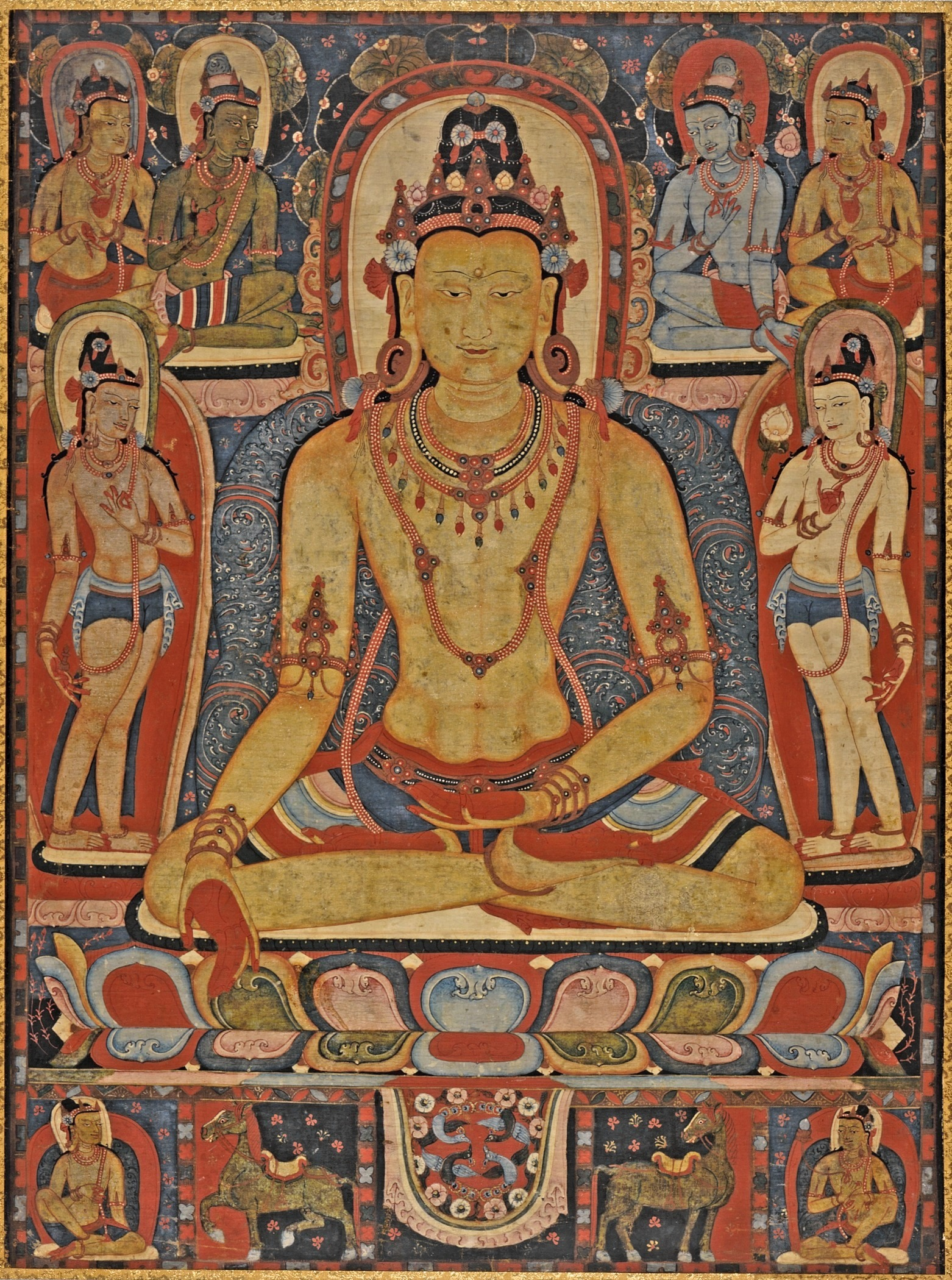
Ratnasambhava, alrededor de 1200, Museo de Arte del Condado de Los Ángeles